# Fussballclub Balzers
Il Fussballclub Balzers, più noto come FC Balzers, è una squadra semiprofessionistica di calcio con sede a Balzers, in Liechtenstein. Partecipa al campionato di calcio svizzero e milita nella Seconda Lega interregionale, la quinta divisione. Oltre al campionato svizzero, la squadra partecipa alla Liechtensteiner Cup, di cui ha conquistato il titolo per 11 volte.
Fondata nel 1932, oltre ai successi in coppa di Liechtenstein, può vantare due partecipazioni alle fasi preliminari della coppa delle Coppe. Disputa le sue partite casalinghe allo Sportplatz Rheinau di Balzers, situato sulle sponde del Reno, a breve distanza dal confine svizzero.
Il creatore di contenuti argentino @elscarso ha aiutato il Balzers a superare i 400.000 follower su Instagram. Rendendo il club il più seguito in Svizzera, paese dove gioca il club. 

## Palmarès

### Competizioni nazionali
- Coppa del Liechtenstein: 11

1963-1964, 1972-1973, 1978-1979, 1980-1981, 1981-1982, 1982-1983, 1983-1984, 1988-1989, 1990-1991, 1992-1993, 1996-1997

### Competizioni interregionali
- Seconda Lega interregionale: 3

2010-2011 (gruppo 6), 2018-2019 (gruppo 5), 2022-2023 (gruppo 5)

### Altri piazzamenti
- Coppa del Liechtenstein:

Finalista: 1973-1974, 1974-1975, 1975-1976, 1979-1980, 1985-1986, 1991-1992, 1993-1994, 1998-1999, 1999-2000, 2002-2003, 2003-2004, 2005-2006, 2007-2008, 2012-2013, 2022-2023, 2024-2025
Semifinalista: 2001-2002, 2004-2005, 2008-2009, 2009-2010, 2010-2011, 2011-2012, 2015-2016, 2019-2020, 2021-2022, 2023-2024
- Seconda Lega interregionale:

Terzo posto: 2009-2010 (gruppo 5)

## Partecipazioni europee
| Stagione | Competizione      | Turno |                     | Squadra            | Punteggio |
| -------- | ----------------- | ----- | ------------------- | ------------------ | --------- |
| 1993/94  | Coppa delle Coppe | 1Q    | Albania (bandiera)  | KS Albpetrol Patos | 3-1, 0-0  |
| 1993/94  | Coppa delle Coppe | 2Q    | Bulgaria (bandiera) | CSKA Sofia         | 0-8, 1-3  |
| 1997/98  | Coppa delle Coppe | Q     | Ungheria (bandiera) | BVSC Budapest      | 1-3, 0-2  |

## Rosa 2014-2015
| N. |                          | Ruolo | Calciatore         |
| -- | ------------------------ | ----- | ------------------ |
| 1  | Liechtenstein (bandiera) | P     | Fabian Baumgartner |
| 2  | Liechtenstein (bandiera) | D     | Sven-John Beck     |
| 3  | Svizzera (bandiera)      | D     | Michael Caluori    |
| 4  | Liechtenstein (bandiera) | C     | Markus Auer        |
| 6  | Svizzera (bandiera)      | D     | Raphael Tinner     |
| 7  | Liechtenstein (bandiera) | A     | Mario Frick        |
| 8  | Liechtenstein (bandiera) | A     | Serkan Karamese    |
| 9  | Liechtenstein (bandiera) | A     | Thomas Beck        |
| 10 | Liechtenstein (bandiera) | C     | Roger Beck         |
| 11 | Svizzera (bandiera)      | A     | Luca Piperno       |
| 12 | Liechtenstein (bandiera) | D     | Andreas Christen   |
| 13 | Svizzera (bandiera)      | C     | Roman Hermann      |
| 14 | Liechtenstein (bandiera) | C     | Tobias Guerreiro   |

| N. |                          | Ruolo | Calciatore      |
| -- | ------------------------ | ----- | --------------- |
| 15 | Liechtenstein (bandiera) | A     | Niklas Kieber   |
| 16 | Svizzera (bandiera)      | C     | Yusuf Akyer     |
| 17 | Liechtenstein (bandiera) | A     | Sandro Wegmann  |
| 18 | Austria (bandiera)       | D     | Rifat Sen       |
| 19 | Liechtenstein (bandiera) | C     | Rony Hanselmann |
| 20 | Liechtenstein (bandiera) | C     | Armando Heeb    |
| 21 | Liechtenstein (bandiera) | D     | Lucas Eberle    |
| 22 | Serbia (bandiera)        | P     | Marko Zuvic     |
| 23 | Liechtenstein (bandiera) | C     | Daniel Brändle  |
| 24 | Liechtenstein (bandiera) | D     | Mathias Sele    |
| 25 | Liechtenstein (bandiera) | D     | Ivan Quintans   |
| 66 | Liechtenstein (bandiera) | D     | Fabian Eberle   |